# Пасечное (Полтавский район)
Пасечное (укр. Пасічне) — село, Супротивнобалковский сельский совет, Полтавский район, Полтавская область, Украина.
Код КОАТУУ — 5323486803. Население по переписи 2001 года составляло 227 человек.

## Географическое положение
Село Пасечное находится на левом берегу реки Волчий,
выше по течению на расстоянии в 3,5 км расположено село Паськовка (Решетиловский район),
ниже по течению на расстоянии в 0,5 км расположено село Горобцы.
По селу протекает пересыхающий ручей с запрудой.

## Галерея

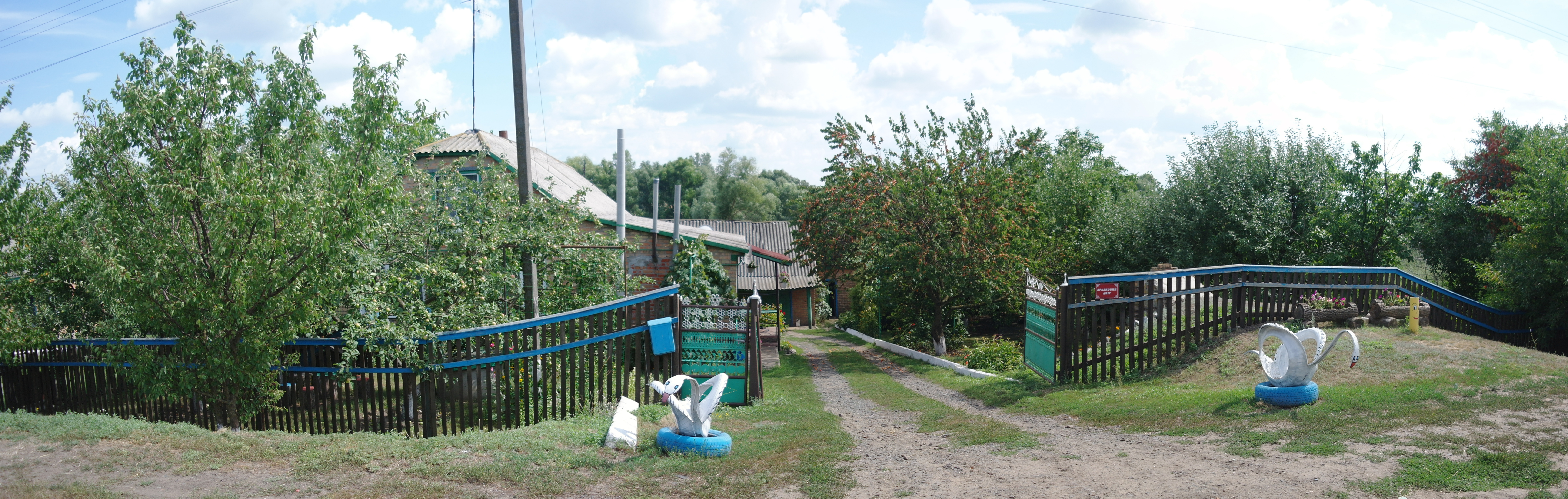
«Образцовый двор»
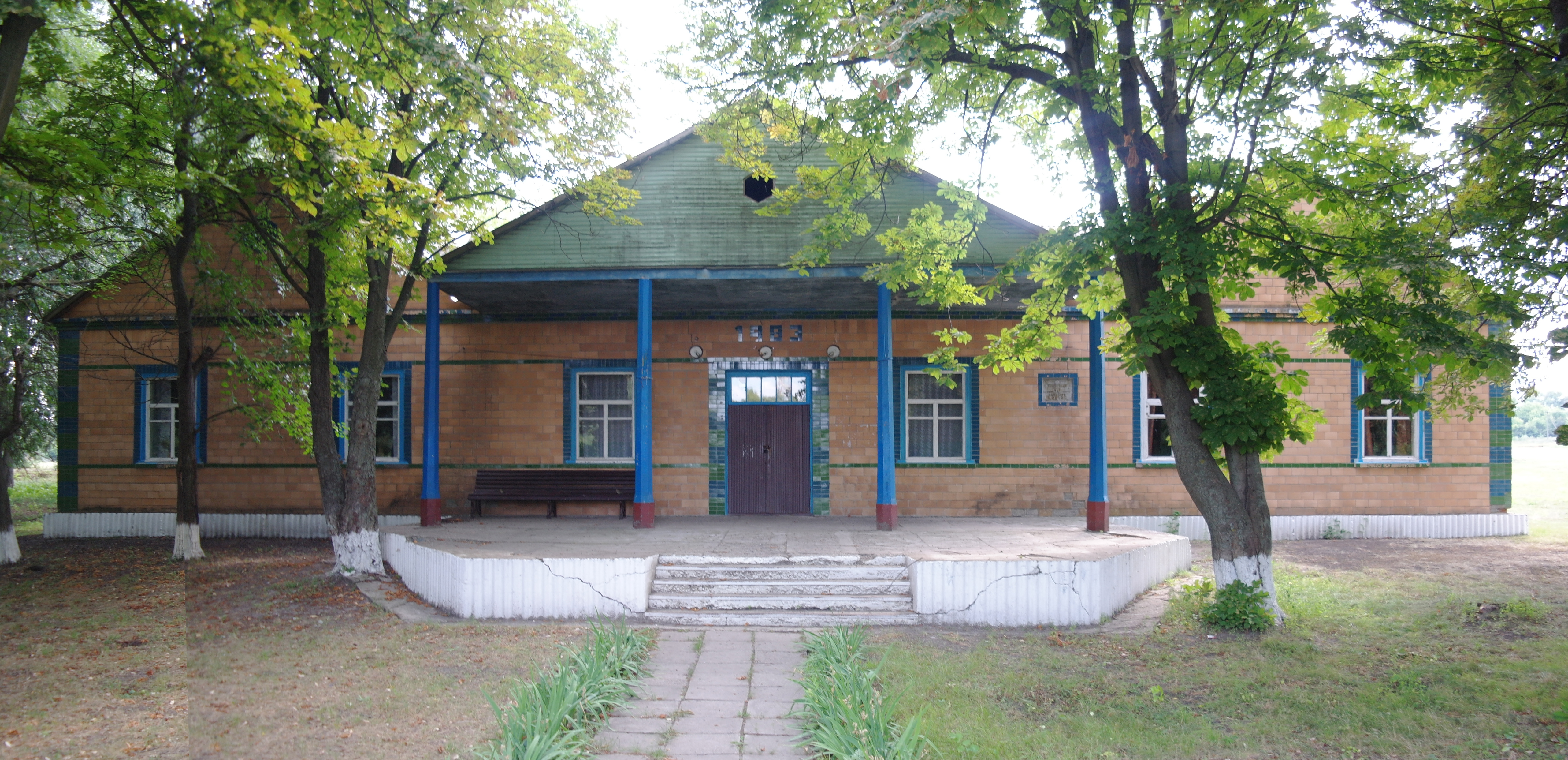
Дом культуры
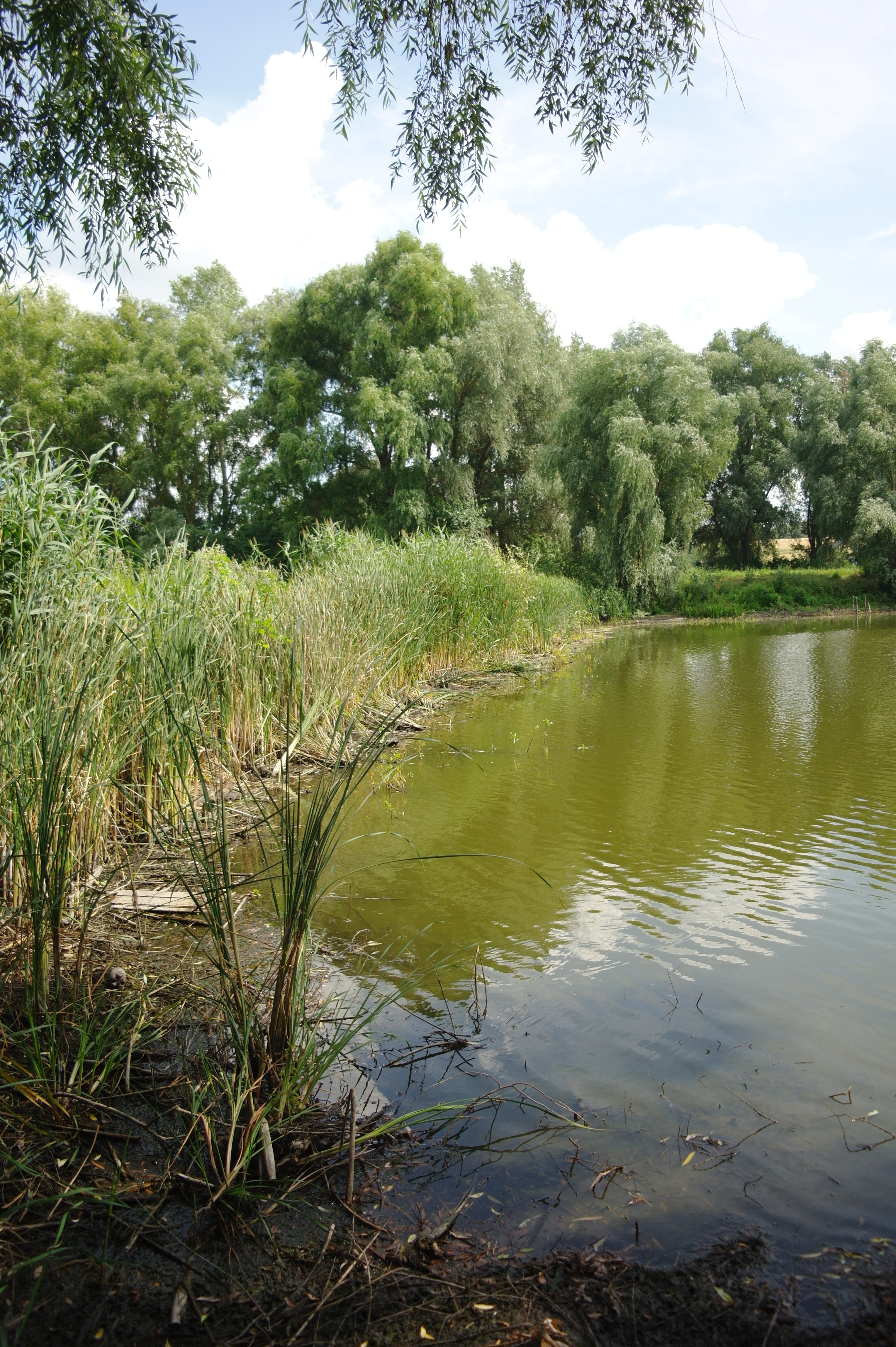
Пруд
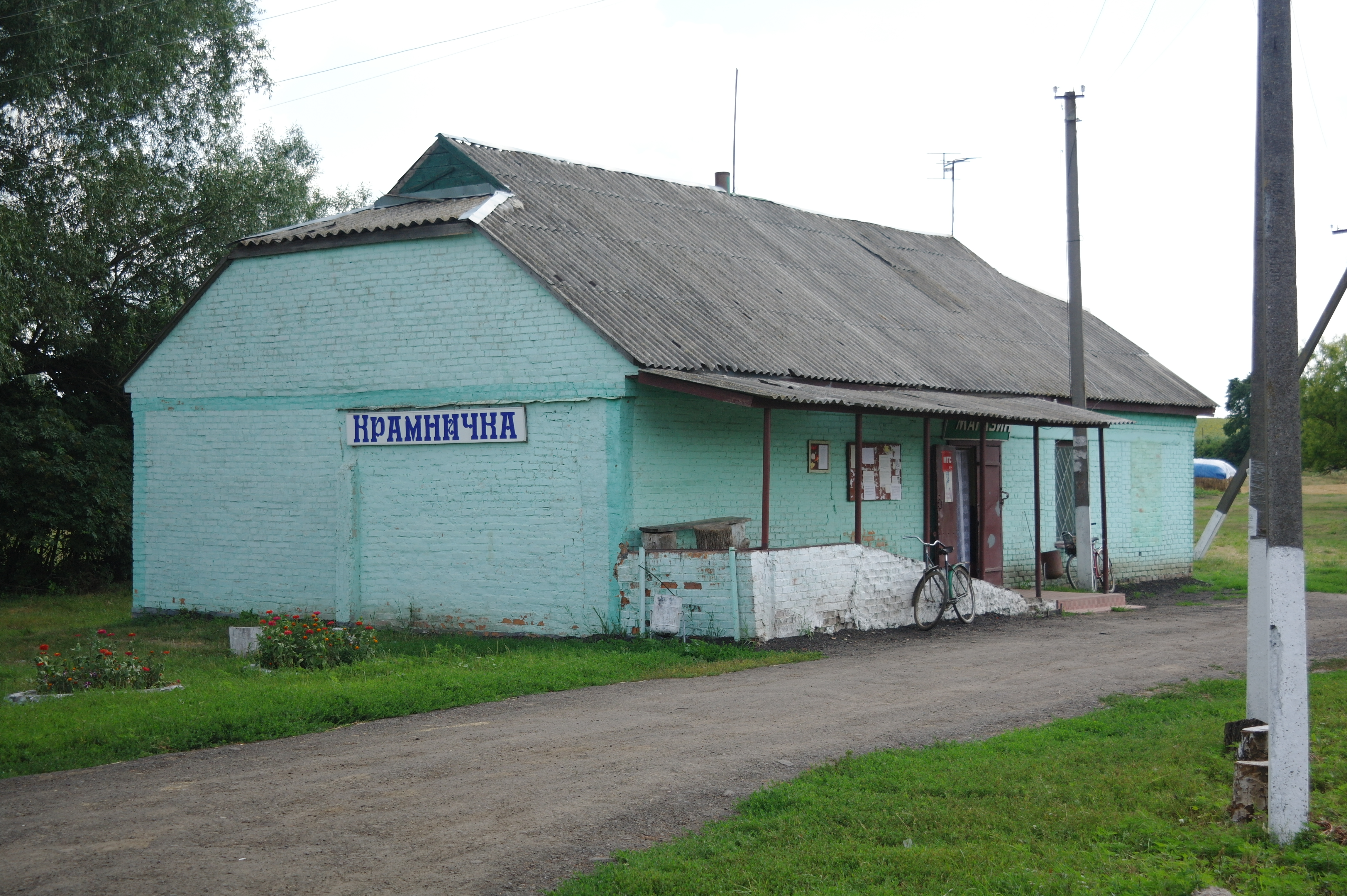
Магазин
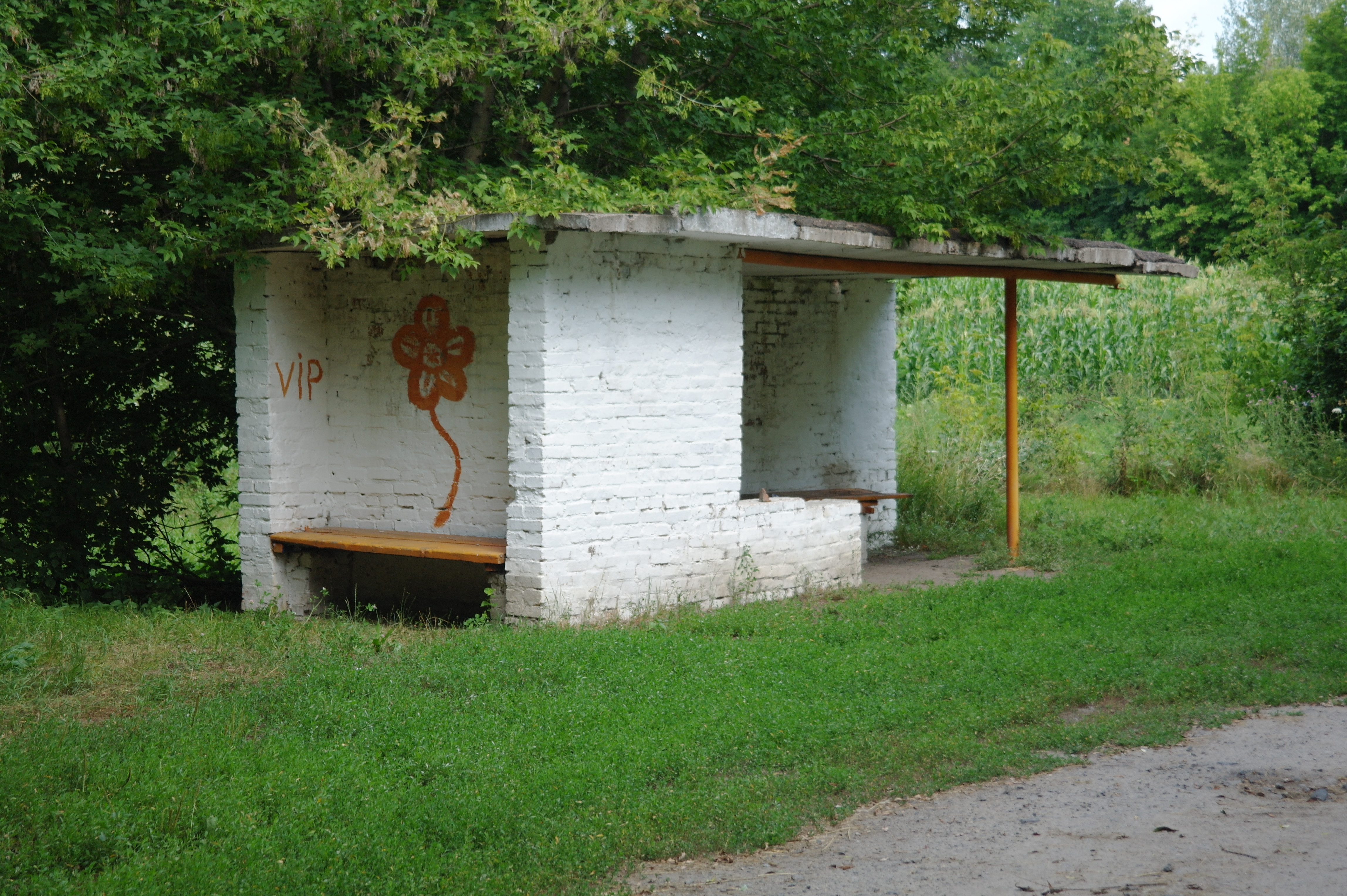
Остановка
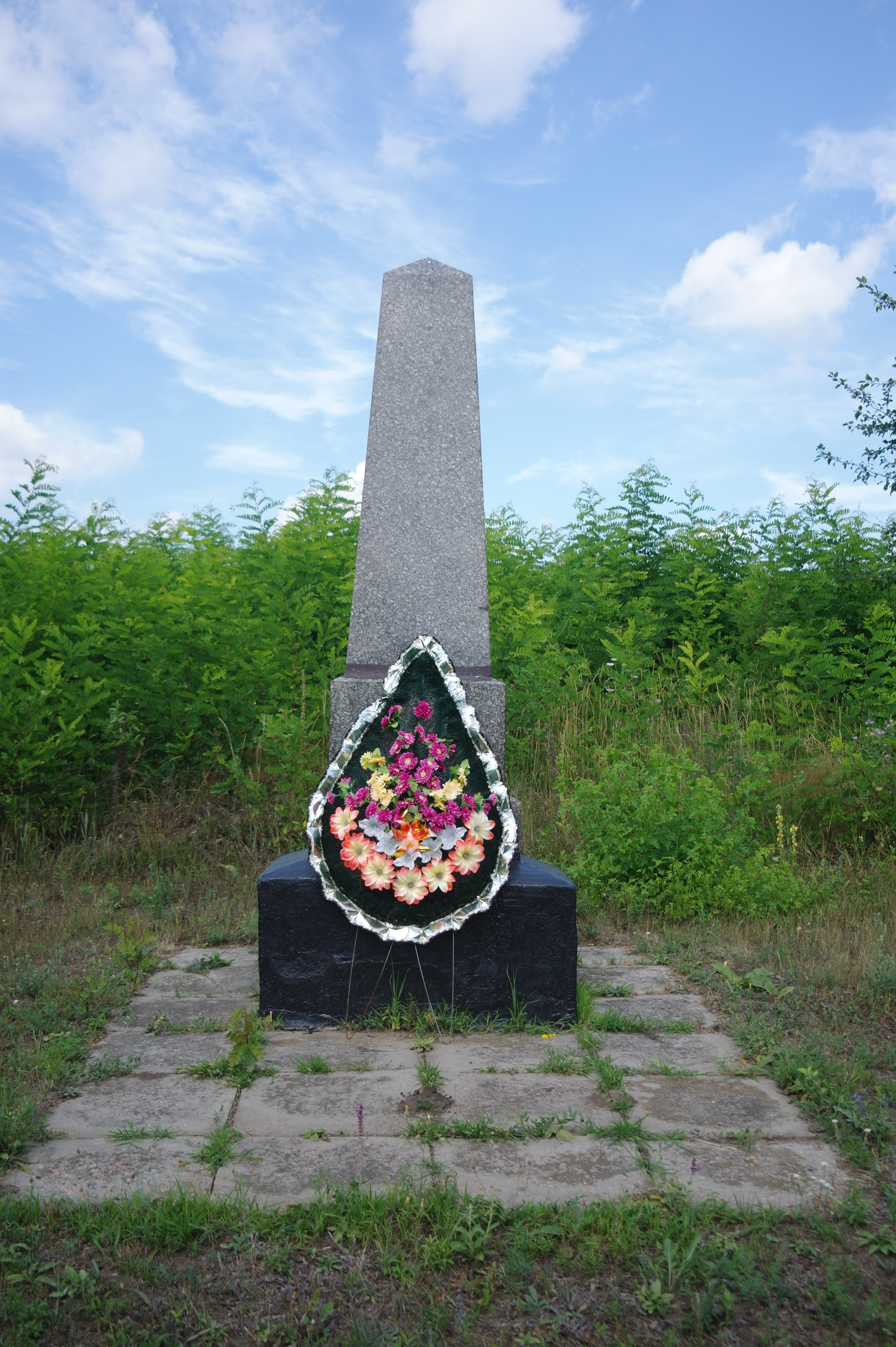
Мемориал памяти погибшим в ВОВ